# Lo que importa es vivir
Lo que importa es vivir és una pel·lícula mexicana de 1987 dirigida per Luis Alcoriza. Va participar en el 15è Festival Internacional de Cinema de Moscou. La pel·lícula fou seleccionada per representar Mèxic a l'Oscar a la millor pel·lícula de parla no anglesa en els Premis Oscar de 1987, però no va aconseguir la nominació.

## Argument
Un rodamón anomenat Candelario demana passar la nit a la hisenda de Lázaro. Un cop allí, rep l'oferta de quedar-se a treballar com a peó amb un salari fix. Amb el pas del temps, Candelario es va guanyant la confiança del seu patró, fins a fer-se imprescindible. La situació canviarà radicalment quan don Lázaro descobreix que Candelario porta temps mantenint relacions amoroses en secret amb la seva esposa Chabela.

## Repartiment
- Gonzalo Vega - Candelario
- Ernesto Gómez Cruz - Lázaro
- María Rojo - Chabela
- Loló Navarro - Mamá Rosita
- Alejandro Parodi - Canales
- Justo Martínez - Gabriel
- Eduardo Borja - Padre Aurelio
- Bruno Rey - Comandante
- Ramón Menéndez - Gregorio

## Premis i nominacions
| Premi/ Festival | Data de cerimònia      | Categoria                                     | Guardonats    | Resultat  | Refs  |
| --------------- | ---------------------- | --------------------------------------------- | ------------- | --------- | ----- |
| Premi Ariel     | 14 de novembre de 1988 | Millor pel·lícula                             | Luis Alcoriza | Nominat   | [ 3 ] |
| Premi Ariel     | 14 de novembre de 1988 | Millor Director                               | Luis Alcoriza | Nominat   | [ 3 ] |
| Premi Ariel     | 14 de novembre de 1988 | Millor Actor                                  | Gonzalo Vega  | Guanyador | [ 3 ] |
| Premi Ariel     | 14 de novembre de 1988 | Millor actriu                                 | María Rojo    | Guanyador | [ 3 ] |
| Premi Ariel     | 14 de novembre de 1988 | Millor guió original                          | Luis Alcoriza | Nominat   | [ 3 ] |
| Premis Goya     | 22 de març de 1988     | Millor pel·lícula estrangera de parla hispana | Luis Alcoriza | Guanyador | [ 4 ] |